# Teatr Studencki Cezar
Teatr Studencki Cezar – powstał w październiku 1997 roku w Wyższej Szkole Pedagogicznej w  Olsztynie, reprezentuje nurt dydaktyczno-terapeutyczny oraz nurt wolnej twórczości. Zadebiutował widowiskiem kameralnym "Każdy z nas". Dotychczasowy dorobek obejmuje ponad dwadzieścia spektakli i kilkadziesiąt akcji ulicznych, prezentowanych na wielu krajowych i zagranicznych przeglądach teatralnych. Studencki Teatr Cezar jest organizatorem Studenckiego Ogólnopolskiego Festiwalu Teatralnego "Theatrum Orbis Terrarum".
Obecnie w ramach teatru funkcjonują cztery grupy:
- dramatyczno-ruchowa,
- tańca,
- ognia.
- Kabaret Zmarnowany Potencjał

Dyrektor: Cezary Kurkowski